# El alijo
El alijo es una película española dirigida por Ángel del Pozo y estrenada en 1976, sin éxito de taquilla.

## Argumento
Un par de camioneros con cierto historial delictivo son contratados por una señora adinerada para transportar ilegalmente una partida de trabajadores sin papeles a través de la frontera.